# Flumazénil
Le flumazénil est un composé polycyclique qui est antagoniste compétitif des récepteurs des benzodiazépines (les récepteurs GABAA). Il est utilisé comme antidote pour annuler les effets thérapeutiques (effet sédatif, anticonvulsivant, anxiolytique, hypnotique, myorelaxant et amnésiant) ou toxiques (surdosage) des benzodiazépines, ainsi que pour le diagnostic différentiel des comas toxiques. Il a été commercialisé pour la première fois par le laboratoire Hoffmann-La Roche, en 1987, sous le nom de marque Anexate.
Le flumazénil agit dans un délai moyen de 90 secondes. Sa demi-vie est inférieure à celle de toutes les benzodiazépines, y compris celle du midazolam (Dormicum) : afin d'éviter une rechute dans le coma après que son effet ait cessé, le flumazénil doit être administré soit en injections itératives, soit en perfusion continue.